# Acaciella angustissima

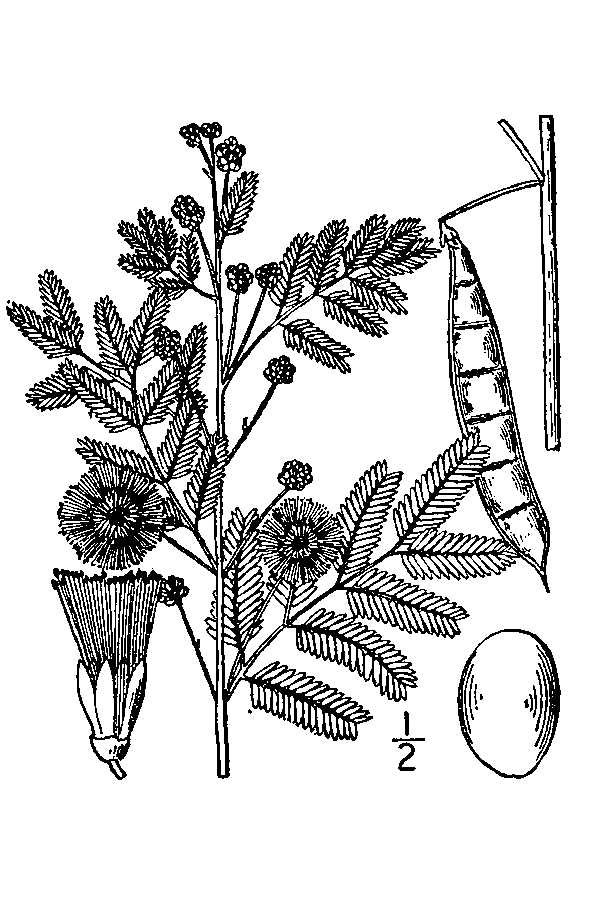

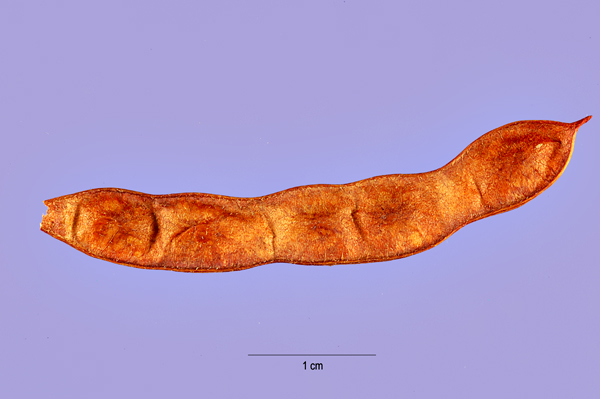
Fruto

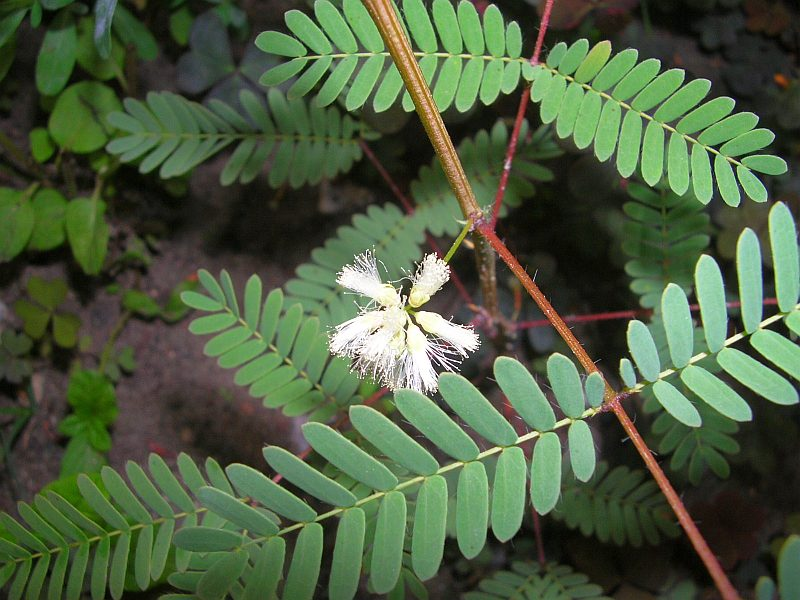
Detalle de la flor

El guajillo, también conocido como timbre (Acaciella angustissima), es un arbusto perteneciente a la familia de las fabáceas. Es originario de América Central. Crece con rapidez, tiene capacidad de fijación de nitrógeno y acumula taninos en su corteza. Debido a sobre uso, sobrepastoreo,  incendios forestales y el cultivo de la tierra se ha reducido la distribución y la densidad de estos árboles y ha causado una disminución drástica en la fertilidad del suelo. Habita en regiones áridas y semiáridas de México. Es un árbol fijador de nitrógeno sus hojas son asimétricas con una nervadura central (8-20 cm longitud) y con 8-12 pares de pinnas. Sus inflorescencias son racimos cortos, con cabezuelas blanquecinas (2 cm diámetro) que se tornan de color naranja cuando se secan. Las vainas son dehiscentes, oblongas, 3-6 cm (centímetros) de longitud y 6-9 mm (milímetros) de ancho, con márgenes sinuosos, inicialmente verdes, volviéndose de color café-marrón cuando maduran.

## Distribución
Se distribuye en Estados Unidos, México y Centroamérica. También se encuentra en Suramérica, la India y Pakistán. Popularmente se lo conoce como carboncillo, timbe, timbre o zarza de acacia.

## Descripción
Alcanza 1-4 m (metros) de altura. Las flores se disponen en inflorescencias esféricas, blanquecinas, de 1,3 cm (centímetros) de diámetro, florece de junio a septiembre. Sus semillas tienen un alto contenido de proteínas y muy útiles como forraje para la alimentación del ganado. No se considera una especie amenazada.

## Toxicidad
Las especies del género Acacia pueden contener derivados de la dimetiltriptamina y glucósidos cianogénicos en las hojas, las semillas y la corteza, cuya ingestión puede suponer un riesgo para la salud.

## Usos
Bebidas alcohólicas
La corteza se utiliza en la producción de bebidas alcohólicas. La raíz se usa en la bebida llamada pulque, en México.
Forraje
Las semillas de Acaciella angustissima tienen un gran porcentaje de proteína y son útiles como forraje para el ganado. El árbol tiene un contenido del 6 % de tanino, lo que inhibe la capacidad de los animales para hacer uso de la proteína del árbol.
Medicina
Los indígenas de los pueblos tsotsil y tzeltal de México utilizan A. angustissima para tratar los problemas del tracto digestivo. También lo utilizan para tratar el dolor de muelas, artritis reumatoide y cortes de la piel. Los experimentos han demostrado que A. angustissima inhibe ligeramente el crecimiento de Escherichia coli y Staphylococcus aureus.

## Taxonomía
Acaciella angustissima fue descrita por (Mill.) Kuntze y publicado en Revisio Generum Plantarum 3(3): 47. 1898.
Etimología
Ver: Acacia
angustissima: epíteto que en latín significa ‘la más estrecha’, que describe las hojas del arbusto.
Variedades
- Acacia angustissima var. angustissima
- Acacia angustissima var. chisoniana
- Acacia angustissima var. hirta
- Acacia angustissima var. shrevei
- Acacia angustissima var. suffrutescens
- Acacia angustissima var. texensis

Sinonimia
- Acacia angulosa Bertol
- Acacia elegans M.Martens & Galeotti
- Acacia filiciana Willd
- Acacia filicioides Cav
- Acacia glabrata Schltdl
- Acacia hirsuta Schldtl
- Acacia insignis M.Martens & Galeotti
- Acacia pittieriana Standl
- Acaciella angulosa Bertol.
- Acaciella angustissima Mill
- Acaciella costaricensis Britton & Rose
- Acaciella holtonii Britton & Rose
- Acaciella martensis Britton & Rose
- Acaciella rensonii Britton & Rose
- Acaciella santanderensis Britton & Rose
- Mimosa angustissima Mill
- Mimosa filicioides Cav.
- Mimosa ptericina Poir[6]
- Acacia elegance M. Martens & Galeotti
- Acaciella hirsuta (Schltdl.) Britton & Rose
- Senegalia filicina (Willd.) Pittier
- Senegalia hirsuta (Schltdl.) Pittier[7]